# كأس إنترتوتو 1984
كأس إنترتوتو 1984 هو الموسم 24 من كأس إنترتوتو. فاز فيه نادي فيديوتون.